# Centro de Documentação do Movimento Operário Mario Pedrosa
O Centro de Documentação do Movimento Operário Mário Pedrosa (CEMAP), foi criado em 1981 por Fúlvio Abramo , pelo historiador Daines Karepovs e pelo diretor da Editora da Unesp na época José Castilho Marques Neto, e visa a preservação dos registros documentais da história do movimento operário brasileiro e das organizações de esquerda do Brasil e do exterior. Desde 1984 seu acervo passou a pertencer ao Centro de Documentação e Memória da Unesp (CEDEM).
Seu acervo é composto por documentos de destacados ativistas da esquerda brasileira, como Fúlvio Abramo, Mário Pedrosa, Plínio Gomes de Mello, Raul Karacik, Cláudio Abramo e Lívio Xavier; agrupamentos políticos diversos da esquerda brasileira, como a Liga Comunista Internacionalista e o Partido Socialista Brasileiro; além de diversos sindicatos e organizações de classe, como o Sindicato dos Gráficos e Jornalistas de São Paulo, o Sindicato dos Metalúrgicos do ABC, o Sindicato dos Bancários de São Paulo e o Comitê Brasileiro de Solidariedade aos Povos da América Latina.
O Centro publicava os Cadernos do CEMAP para divulgar o conteúdo de seu acervo.  Sua primeira edição de outubro de 1984 foi dedicada a comemoração dos 50 anos da Frente Única Antifascista, outra edição de maio de 1985 foi dedicada  ao Maria Zélia de vila operária no início do século XX à prisão politica na era Vargas 

## Destaques
- Correspondência e artigos de Mário Pedrosa, principalmente no período de 1923-1931, com Murilo Mendes, Lígia Clark, Francisco Matarazzo Sobrinho, Benjamin Péret, Oscar Niemeyer, Antonio Candido, Pietro Maria Bardi, Tomie Ohtake, Ferreira Gullar.
- Correspondência e os artigos de Lívio Xavier relacionados à política e à arte.
- Livraria Palavra, editora responsável pela divulgação do grupo trotskista OSI - Organização Socialista Internacionalista.